# Plastični naboj
Plastični naboj ali plastična krogla je manj nevaren izstrelek, ki je izstreljen iz specializirane pištole. Čeprav so bili ti naboji zasnovani kot manj nevarni, so povzročili številne smrti. Plastične krogle so namenjene streljanju neposredno na osebo in ob pravilni uporabi povzročijo modrice, lahko pa celo zlomijo kost. Običajno se uporabljajo za nadzorovanje nemirov. Britanske varnostne sile so leta 1973 izumile plastične krogle za uporabo proti demonstrantom na Severnem Irskem. Razvili so jih, da bi nadomestili gumijaste krogle in posledično zmanjšali število smrtnih žrtev. Kljub temu pa lahko ob nepravilni uporabi povzročijo hude poškodbe, celo smrt. 
Majhno kalibrski plastični naboj za pištolo se včasih uporablja za bližinsko streljanje na strelišču.

## Zgodovina
Prva plastična krogla je bila L5 plastična krogla. Britanske varnostne sile so jo razvile za uporabo proti demonstrantom na Severnem Irskem. Zamenjali naj bi gumijaste naboje, ki so jih na Severnem Irskem uporabljali od leta 1970. Gumene naboje naj bi izstrelili pod pasom, da bi zmanjšali tveganje za smrtno poškodbo. Pogosto pa so jih streljali neposredno na ljudi iz neposredne bližine, zaradi česar je bilo veliko ljudi huje ranjenih, trije pa so bili celo ubiti. Če bi bile gumijaste krogle izstreljene prenizko, bi krogle nenadzorovano rikoširale s tal. Plastična krogla je lahko izstreljena neposredno na tarče. Izstrelitev plastične krogle naj bi imel podoben učinek kot izstrelitev gumijaste krogle zoper tarčo, vendar z manjšim tveganjem za rikoše in manjšim tveganjem za resne poškodbe ali smrt. Prva plastična krogla je bila narejena iz plastike -PVC-ja. Dolga je bila 89 mm s premerom 38 mm. Tehtala je  približno 131 gramov. Teža je bila podobna gumijasti krogli, vendar je imel novi izstrelek nižjo hitrost.

## Uporabe

### Uporaba na Severnem Irskem
Plastično kroglo je leta 1973 prvič uporabil Royal Ulster Constabulary (RUC), severnoirska policija, do leta 1975 pa je zamenjala gumijasto kroglo. Od leta 1973 do 1981 je bilo na Severnem Irskem izstreljenih nekaj več kot 42.600 plastičnih nabojev. Do leta 2005 je bilo izstreljenih 125.000 palic, večina plastičnih krogel. 
Kmalu po njihovi uvedbi je bilo ugotovljeno, da so bili na določenih razdaljah smrtonosni. Štirinajst ljudi je umrlo zaradi udarcev s plastičnimi kroglami; polovica jih je bilo otrok, vsi razen enega pa iz katoliške skupnosti. Največ smrtnih žrtev naj bi povzročile britanske varnostne sile, ki so zlorabljale orožje, streljale od blizu in v višini prsnega koša ali glave, namesto da bi ciljale pod pasom. Leta 2013 pa so dokumenti Ministrstva za obrambo, s katerih je bila umaknjena oznaka tajnosti iz leta 1977, v enem primeru navedli, da je bil odpuščen en krog, ker naj bi bila življenja vojakov ogrožena, zato ministrstvo ni bilo pripravljeno sprejeti, da so vojaki ravnali narobe . Prvi, ki ga je ubil plastični strel, je bil 10-letni Stephen Geddis, ki je umrl 30. avgusta 1975, dva dni po udarcu v zahodnem Belfastu. Ena izmed najbolj odmevnih žrtev je bila 12-letna Carol Ann Kelly iz zahodnega Belfasta, ki je umrla 22. maja 1981, ko jo je zadel del plastične krogle, ki jo je sprožil pripadnik Royal Fusiliers. Leta 1982 je Evropski parlament pozval države članice, naj prepovejo uporabo plastičnih krogel. Vendar so jih še naprej uporabljale britanske varnostne sile na Severnem Irskem. Leta 1984 je bila ustanovljena Združena kampanja proti plastičnim nabojem, ki poziva k prepovedi plastičnih nabojev na Severnem Irskem. Ena njegovih ustanoviteljic, Emma Groves, je bila leta 1971 trajno zaslepljena, ko jo je britanski vojak z gumijasto kroglo ustrelil v obraz. Med nemiri julija 1997 je 14-letnega dečka plastična krogla udarila v glavo in tri dni preživel v komi. 
Najnovejša različica L5 PBR - L5A7 - je bila predstavljena leta 1994 skupaj z novim natančnejšim lansirnim sistemom, HK L104 pištolo. L5 je leta 2001 sledil L21A1. L21 PBR je izstreljen iz orožja z nabojem, kar daje večjo natančnost pri uporabi z optičnim merilnikom. L21 je junija 2005 nadomeščen z dušilnim orožjem.

### Uporaba v Džamuju in Kašmirju
Indijske varnostne sile so uporabile plastične krogle, ki jih lahko izstrelijo iz pušk AK-47 in INSAS, za nadzor množice v Džamuju in Kašmirju v Indiji. Varnostne sile jih uporabljajo skupaj z drugimi sredstvi za nadzor nemirov, kot so solzivec, čilijeve granate in pištole za pelete (puške, ki streljajo pelete) med nasilnimi spopadi v Džamuju in Kašmirju.  Po navedbah uradnikov CRPF je mogoče plastične naboje streljati samo v načinu enega samega streljanja in ne v načinu repetirnega. Težava pri uporabi plastičnih krogel je v tem, da se lahko uporablja le na eni osebi hkrati, medtem ko lahko pištole za pelete pokrivajo večje območje z več osebami. Leta 2018 je bilo v Kašmir poslanih 21.000 nabojev plastičnih nabojev za nadzor nemirov. Uporaba plastičnih nabojev temelji na seznamu nesmrtonosnega orožja, ki so ga odobrili mirovni standardi Združenih narodov za nadzor množic. 

### Uporaba drugod
Leta 1990 je kenijska policija vdrla v sobo na univerzi v Nairobiju in s palicami pretepla študente. Študentka v begu je bila s plastično kroglo ustreljena v trebuh. Plastične krogle so bile uporabljene proti protestnikom na protestu proti globalizaciji v Quebecu leta 2001, kjer naj bi bil en posameznik po hitrem zadetku v grlu podvržen nujni traheotomiji. Plastične krogle so bile odobrene za policijo v Angliji in Walesu junija 2001. Plastične krogle so bile odobrene tudi za proteste na vrhu G8 v Gleneaglesu na Škotskem julija 2005. Ladjedelnice so bile poškodovane v napadu z solzivec in plastičnimi kroglami v Cadizu v Španiji. Ameriški marinci so na poskusu v iraški vojni uporabili plastične naboje s penasto konico, vendar so ugotovili, da so neučinkoviti. Plastična krogla je bila uspešno uporabljena za razorožitev talca, oboroženega z mačeto, v Dorchestru v Angliji novembra 2002. Venezuelska policija in vojaki so decembra 2010 izstrelili plastične krogle na študentske protestnike v Caracasu.  Izraelska varnost sile so uporabile nesmrtonosno orožje, na primer plastične naboje, pri izselitvi izraelskih naseljencev v naselju Havat Gilad na Zahodnem bregu.    